# Máma mi na krk dala klíč
Máma mi na krk dala klíč (2020) je studiové album českého písničkáře Jaromíra Nohavici. Vydáno bylo 13. listopadu 2020 ve vlastní produkci. Album je sólovou nahrávkou, na níž se sedmašedesátiletý Nohavica vrátil k folkovým základům.

## Seznam skladeb
Autorem všech skladeb je Jaromír Nohavica.
| Pořadí | Název                    | Délka |
| ------ | ------------------------ | ----- |
| 1.     | Máma mi na krk dala klíč | 3:14  |
| 2.     | Je ti to líto            | 2:41  |
| 3.     | Černý květ               | 1:55  |
| 4.     | Emil P.                  | 3:33  |
| 5.     | Dej nám sílu             | 2:14  |
| 6.     | Monika                   | 2:53  |
| 7.     | Staré dobré časy         | 2:25  |
| 8.     | Den nenávidí noc         | 1:46  |
| 9.     | Vlci                     | 1:50  |
| 10.    | Píseň pro V. V.          | 4:39  |
| 11.    | Této noci déšť nepřišel  | 1:55  |
| 12.    | Řady                     | 3:56  |
| 13.    | Zestárli jsme lásko      | 2:38  |
| 14.    | Řekni sýr                | 2:20  |
| 15.    | Dobří holubi             | 2:31  |

## Obsazení
- Jaromír Nohavica – zpěv, kytara, harmonika